# Unspunnenstein

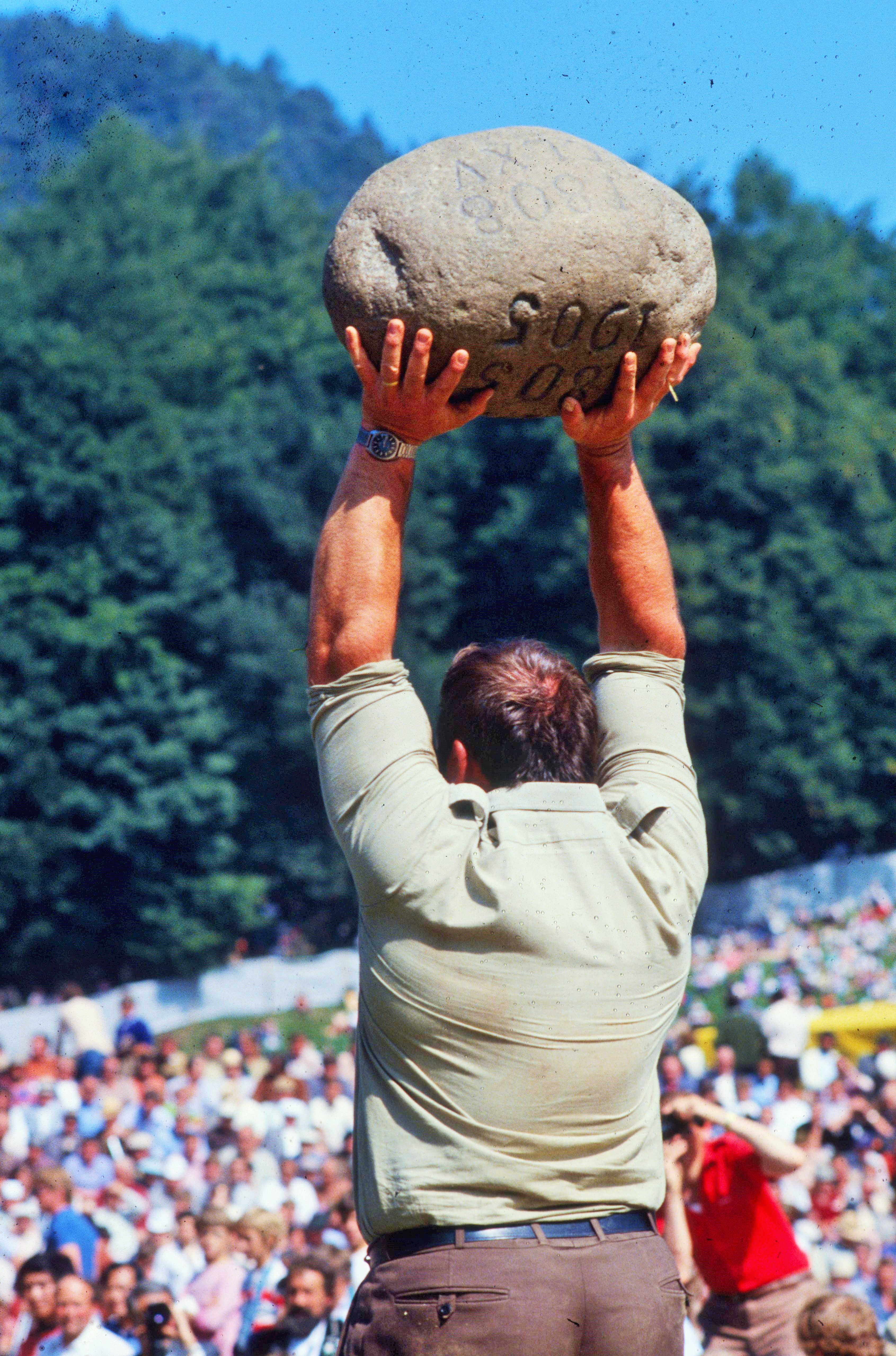
Unspunnensteinstossen (1981)

Der Unspunnenstein ist ein ursprünglich 83,5 kg schwerer Stein, der seit 1808 am traditionellen Unspunnenfest in Interlaken und bei anderen Wettkämpfen im Steinstossen verwendet wurde. Dabei muss der Wettkämpfer Anlauf nehmen und versuchen, ihn über eine möglichst weite Distanz zu stossen. Bekannt wurde der Stein auch deshalb, weil er 1984 von jurassischen Separatisten (Béliers) aus dem Museum der Jungfrauregion gestohlen wurde. Seither wird mit einem Replikat gestossen, dies auch nach der Rückgabe des Steins 2001, da der originale Stein durch eingemeisselte Motive leichter geworden ist. 2005 wurde das Original erneut gestohlen.

## Geschichte
Auf der Unspunnenmatte fand 1805 ein Alphirtenfest statt. Es wurde ein Stein mit einem Gewicht von 184 Pfund gestossen; dieser Stein ist heute nicht mehr auffindbar. 1808 wurde das Fest ein zweites Mal veranstaltet und es wurde ein neuer Stein mit 167 Pfund gestossen. Er wurde danach anscheinend von einer Familie aufbewahrt und weitervererbt. 
Am 18. April 1905 übergab Adolf Pfahrer aus Interlaken den Stein dem Turnverein Interlaken. Es handelte sich um den Stein von 1808. Seit diesem Tag ist der Turnverein der Eigentümer. 1947 beanspruchte der Eidgenössische Schwingerverband den Unspunnenstein als sein Eigentum. Die Schenkungsurkunde belegt jedoch, dass der Turnverein Interlaken rechtmässiger Eigentümer ist. Der Original-Stein wurde 1981 letztmals an einem Unspunnenfest gestossen; am 3. Juni 1984 wurde er von jurassischen Béliers aus dem Touristikmuseum Interlaken in Unterseen gestohlen. Willy Zimmermann vom Turnverein Interlaken nahm 1984/85 erstmals schriftlich Kontakt mit den jurassischen Béliers auf. Im Grimselgebiet wurde 1985 ein Stein gefunden, der als Replikat dienen kann. Der Stein wurde bearbeitet und erhielt die ursprüngliche Form und das Gewicht von 83,5 Kilogramm.
Am Eidgenössischen Schwing- und Älplerfest in Sitten kam 1986 erstmals das Replikat des Unspunnensteins zum Einsatz. Seit 1989 wird das Replikat in der Schalterhalle der UBS in Interlaken ausgestellt. Ein erstes Foto des echten Unspunnensteins tauchte 1993 auf. Willy Zimmermann versuchte 1999 erneut, schriftlich und telefonisch Kontakt mit den Béliers aufzunehmen. Ein Komitee zur «Wiederbeschaffung des Unspunnensteins» wurde 2000 gegründet.
Am 12. August 2001 wurde der Stein, als «Bonbon» verpackt, am Marché-Concours in Saignelégier wieder zurückgegeben, wo er von Shawne Fielding, der offiziellen Botschafterin der Landesausstellung Expo.02, in Empfang genommen wurde. Allerdings waren zwischenzeitlich zwölf Europasterne, das Emblem der Béliers und der 6. Dezember 1992 (das Datum der eidgenössischen Volksabstimmung zum Europäischen Wirtschaftsraum) in den Stein gemeisselt worden.
Die Rückgabe wurde nur von einem Teil der Béliers gutgeheissen, denn aus der Sicht von Jean-Marc Baume und anderer Aktivisten war der Jura noch immer nicht vollständig frei, da der Südjura beim Kanton Bern verblieben war. Durch die Bearbeitung ist der Stein rund zwei Kilogramm leichter geworden, daher wird auch weiterhin mit dem Replikat gestossen.
Vier Jahre später, am 20. August 2005, entwendeten Unbekannte zwei Wochen vor dem Unspunnenfest den Stein im Hotel Victoria-Jungfrau zum zweiten Mal und liessen einen Pflasterstein mit Jurawappen zurück. Nachdem 2017 Gerüchte über eine erneute Rückgabe des Steins kursiert hatten, wurde der Vorsitzende der Béliers, Jonathan Gosteli, 2022 mit der Aussage zitiert, dass der Stein erst zurückgegeben werde, wenn der Kanton Jura «wiedervereint» sei.

## Wettkampf
Resultate vom August 2004:
| 1.  | Markus Maire (Plaffeien)   | 4,11 (Schweizerrekord/vorher 3,97) |
| 2.  | Roland Stählin (Lachen)    | 3,79                               |
| 3.  | Urs Schöb (Kriessern)      | 3,51                               |
| 4.  | Daniel Bächler (Zumholz)   | 3,41                               |
| 5.  | Werner Christen (Stans)    | 3,38                               |
| 6.  | Martin Annen (Arth)        | 3,35                               |
| 7.  | Mathé Mächler (Vorderthal) | 3,35                               |
| 8.  | Peter Michel (Interlaken)  | 3,31                               |
| 9.  | Roland Küttel (Muotathal)  | 3,29                               |
| 10. | Peter Abegg (Rothenthurm)  | 3,23                               |

Resultate vom 21. August 2010:
| 1. | Peter Michel (Interlaken)    | 3,90 |
| 2. | Benno Pfyl (Schwyz)          | 3,57 |
| 3. | Jonathan Jaggi (Reichenbach) | 3,55 |
| 4. | Martin Laimbacher (Siebnen)  | 3,46 |
| 5. | Philipp Benz (Schwyz)        | 3,38 |
| 6. | Roland Küttel (Muotathal)    | 3,35 |
| 7. | Daniel Schmocker (Gurzelen)  | 3,34 |
| 8. | Simon Hunziker (Herznach)    | 3,14 |

Resultate vom 22. August 2010:
| 1. | Peter Michel (Interlaken)    | 3,69 |
| 2. | Benno Pfyl (Schwyz)          | 3,47 |
| 3. | Philipp Benz (Schwyz)        | 3,45 |
| 4. | Jonathan Jaggi (Reichenbach) | 3,37 |
| 5. | Martin Laimbacher (Siebnen)  | 3,31 |

Im August 2004 stellte Markus Maire aus Plaffeien einen neuen Rekord auf; er stiess den Stein 4,11 Meter weit und verbesserte die alte Bestmarke um 14 Zentimeter.